# 長樂林場
30°18′33″N 119°51′52″E / 30.30917°N 119.86444°E
長樂林場是中華人民共和國浙江省杭州市餘杭區徑山鎮的一個林地，也是浙江省第一個人工種植的林地（林場），面積1562公頃，海拔為100至200米，最高峰王位山725米，土壤以紅壤為主。長樂林場是1910年由杭北林牧公司開始開闢和種植樹木，1950年得名長樂林場，由餘杭縣接管，1998年保留長樂林場名稱，林場改由浙江省世界貿易中心長樂實業有限公司（後更名浙江物產長樂實業有限公司）經營。